# Gran peste de Sevilla

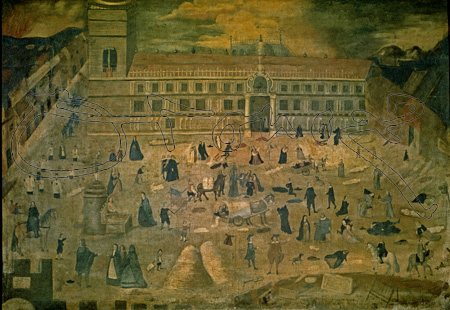
Cuadro de la epidemia de peste donde se muestra la multitud delante del Hospital de la Sangre. Obra situada en el Hospital del Pozo Santo, Sevilla.

La epidemia de peste de 1649, también llamada Gran peste de Sevilla, fue la mayor crisis epidémica que ha padecido la capital hispalense en su historia. Supuso una gran quiebra de su población, en la que murieron al menos 60 000 personas, lo que representaba el 46% de los habitantes de la ciudad.

## Antecedentes
Este episodio de peste forma parte de la epidemia de peste bubónica que, procedente de África, se pudo iniciar en algunos puertos de Andalucía, atacó fuertemente Valencia en junio de 1647 y se extendió posteriormente por el resto de la actual región andaluza, Aragón y Murcia.
Aquella primavera había sido muy lluviosa en Sevilla, produciéndose inundaciones en barrios enteros de la ciudad, en particular la Alameda de Hércules, por la que se navegaba con barcos. Las grandes avenidas del río Guadalquivir habían dificultado el abastecimiento de la ciudad; este desabastecimiento produjo un fuerte incremento de los precios de los alimentos y que mucha gente padeciera hambre.

## Epidemia
El episodio de 1649 constituyó la mayor crisis epidémica padecido por la ciudad en toda su historia moderna. Numerosos cronistas relataron el suceso: Diego Ortiz de Zúñiga, Caldera Heredia o el anónimo autor de las Memorias de Sevilla publicadas por Morales Padrón.
Miles de personas perdían la vida todos los días y aunque el contagio afectó a toda la ciudad, alcanzó su máxima virulencia en los barrios más pobres y hacinados como el de Triana. Se narra que en la explanada que se abría entre la muralla y el Hospital de las Cinco Llagas (actual Parlamento de Andalucía), situada en lo que hoy es la Ronda Histórica, se congregaba una multitud esperando cama en el hospital.
Para enterrar la gran cantidad de cadáveres, comenzaron a abrirse por toda la ciudad carneros (en sitios como afueras de la Puerta Real, el Baratillo, el convento de San Jacinto, Macarena, Osario y el Prado de San Sebastián, donde durante más de un siglo se celebró la Feria de Abril) para sepultar los cadáveres con mayor rapidez.

## Mortalidad
No existen datos confiables acerca del número de fallecidos; se han barajado datos que elevaban la mortandad hasta las 200 000 personas. Actualmente se acepta que la cifra más probable de víctimas debió estar en alrededor de 60 000 muertos, esto es, en torno a la mitad del total de la población. Según Ortiz de Zúñiga, 

fue el más trágico suceso que ha tenido Sevilla y en que más experimentó cercana la muy miserable fatalidad de ser destruida", ya que "quedó Sevilla con gran menoscabo de vecindad, si no sola, muy desacompañada, vacías gran multitud de casas, en que se fueron siguiendo ruinas en los años siguientes;... todas las contribuciones públicas en gran baja;... los gremios de tratos y fábricas quedaron sin artífices ni oficiales, los campos sin cultivadores... y otra larga serie de males, reliquias de tan portentosa calamidad.

Entraron en el Hospital de la Sangre veinte seis mil y setecientos enfermos, de los que murieron veinte y dos mil y novecientos y los convalecientes no llegaron a cuatro mil. De los Ministros que servían faltaron más de ochocientos. De los Médicos que entraron a curar en el discurso del contagio, de seis solo quedó uno. De los Cirujanos, de diez y nueve que entraron quedaron vivos tres. De cincuenta y seis Sangradores quedaron veinte y dos.

La epidemia supuso un golpe muy duro para la ciudad. Ni su población ni su economía lograrían alcanzar los valores previos a la epidemia hasta décadas o incluso siglos después. Como renombrada víctima de la epidemia se encuentra el escultor Juan Martínez Montañés, que murió el 18 de junio de 1649.

## Cronología de la epidemia
- Fue después de las inundaciones del 4 de abril de 1649, cuando el pueblo de Sevilla comenzó a quejarse de vahídos, náuseas y otros accidentes del estómago.[2]
- El 21 de mayo del mismo año se decreta la prohibición de entrada en Madrid de personas y bienes procedentes de Sevilla.
- Durante la octava del Corpus se alcanzó el pináculo de la catástrofe, en uno de los siguientes días hubo más de cuatro mil muertos.
- El 20 de julio se cerró el hospital de Triana con los enfermos dentro, donde murieron más de doce mil personas.
- Al terminar el mes de julio solo se producen algunas defunciones aisladas.